# Juan Alfonso Baptista
Juan Alfonso Baptista Díaz (Caracas, 9 de septiembre de 1976), también conocido por su apodo el Gato, es un actor y modelo venezolano nacionalizado colombiano.

## Biografía

### Primeros años
Juan Alfonso Baptista nació el 9 de septiembre de 1976 en Caracas (Venezuela). Es hijo de la abogada, Inés María Díaz y es hermano mayor de Miguel y Adriana.
Cursó los estudios primarios en el Colegio Santo Tomás de Villanueva y la secundaria, en el Instituto Escuela Chaves, donde además tomó clases de Teatro durante 3 años. Es licenciado en Odontología por la Universidad Santa María y en Publicidad por el Instituto Nuevas Profesiones. Además hizo un Taller Básico de Actuación con Luis Manzo y un Taller de Coreografía en Nubeluz. Habla el inglés en acento americano y británico.
Antes de dedicarse a la interpretación fue integrante de las ligas menores de la Selección Nacional de Fútbol de Venezuela en la jugaba como portero desde los 13 años.
Ha participado en diferentes eventos solidarios en pro de la niñez como son: Labor Social destinada a dar calor humano a los niños del área de recuperación del Hospital Vargas, Día del niño (Poliedro de Caracas) en 1996, Día de la Juventud (Poliedro de Caracas) en 1997, Hospital de San Juan de Dios en 1996 y Hospital Ortopédico Infantil (1997-1998).

### Carrera actoral
Ha participado en telenovelas producidas por distintos países, como México, Colombia, Venezuela, Estados Unidos y España. Empezó su carrera como actor en 1995, con la obra teatral La Boda y al instante empezó a ser tomado en cuenta para participar en otros proyectos, debido a su gran calidad como actor. Su comienzo televisivo fue en 1997, cuando participó en la telenovela venezolana, A todo corazón, dónde recibió su apodo de "El Gato". En 1997, condujo Fiesta Navideña de 1997 en Venevisión (Venezuela).
Juan Alfonso estuvo dos años inactivo, debido a una parálisis facial a los 19 años, y por la que estuvo más de un año en rehabilitación para volver a hablar, recuperar la movilidad de su rostro e incluso poder dormir bien.  En 1999, volvió a la actuación y grabó la telenovela Enamorada.
En 2000 hizo la telenovela venezolana, Hechizo de amor. En 2001 rodó la telenovela mexicana, Como en el cine. En 2002 rodó nuevamente una telenovela mexicana, Agua y aceite y obtuvo un papel en la popular telenovela, Gata salvaje. Ésta superproducción fue un éxito en España, Latinoamérica y demás población hispana.
En 2003 condujo el programa A que no te atreves en Univision, y fue uno de los tres protagonistas masculinos en Pasión de gavilanes, que tuvo un gran impacto televisivo. La ficción supuso un gran salto para el actor, ya que fue la exitosa y mediática telenovela que le catapultó a la fama internacional gracias a sus personaje, Óscar Reyes, un ambicioso y guapo joven que al intentar vengar junto a sus hermanos la muerte de su hermana pequeña, cae enamorado de Jimena (Paola Rey), una de sus mayores enemigas
En 2004 protagonizó La mujer en el espejo en la que volvió a compartir escenas de amor con Paola Rey. Esta vez, el personaje que interpreta es Marcos Mutti, un ingeniero químico mujeriego que cae rendido a los pies de su nueva compañera de trabajo, Maritza Ferrer, una chica que guarda muchos secretos. 
Estas dos novelas le permitieron ser muy conocido, sobre todo en España, donde a raíz de estos trabajos le surgieron varias oportunidades de trabajo tanto en el cine como en televisión. En 2005 hizo varios cameos estelares en España junto a su compañero, Michel Brown. La famosa serie española Aquí no hay quien viva, o en series tan populares por aquel entonces, A tortas con la vida y El auténtico Rodrigo Leal, aprovecharon su estancia en el país para invitarlos a actuar en la serie.
A finales de 2006 participó en la cuarta edición del programa español ¡Mira quién baila! en TVE, dónde mostró sus dotes para el baile, ganando la mayoría de las galas y quedando finalmente en segunda posición, por detrás de la gimnasta Estela Giménez. En el talent show coincide con la cantante Rosario Mohedano que también es concursante y con la que participa en la grabación de su video musical Lo más importante. 
Entre febrero de 2007 y abril de 2008 grabó en Colombia una telenovela llamada La marca del deseo para el canal Telefutura. Su personaje se llamaba Luis Eduardo Santibáñez, un arquitecto preocupado por la naturaleza que se enamora de una muchacha que luego resulta ser su hermana (Stephanie Cayo). En mayo de 2008 grabó un capítulo para la segunda temporada de Tiempo final, emitida por FOX, en la que vuelve a trabajar con Paola Rey. 
En 2009, participa en la exitosa serie española, Sin tetas no hay paraíso dónde interpretó a Guillermo Mejía, el antagonista de la tercera temporada.
En 2011 protagoniza Sacrificio de mujer junto a Marjorie de Sousa, y también actuó ese mismo año como antagonista en la telenovela colombiana La Teacher de inglés del Canal Caracol. Ese año aparece en un capítulo de la telenovela colombiana, A corazón abierto. En 2011 también dio el salto al cine rodando las películas, Secretos, mentiras y muertos, El Cartel de los Sapos y apareció en la película hispano-colombiana La cara oculta, protagonizada por actores españoles, Clara Lago y Quim Gutiérrez.
En 2012 participa en cuatro capítulos de la serie colombiana, Lynch y en un capítulo de Los Rey. En 2013 interviene en ocho capítulos Mentiras perfectasy en un capítulo en La Madame, y en Comando Élite.
En 2014 actúa en cuatro capítulos de la serie, El Capo 3. En 2015 interpreta a Ramón Cabrera en la telenovela, Celia. La historia se centra en la vida y carrera de la cantante cubana, Celia Cruz. En 2016 protagoniza la telenovela colombiana, Las Vega's, y graba la película, Pablo, el juego del amor de Sebastián Vega.
En 2017 es uno de los protagonistas de la película, De regreso al colegio, y actúa como antagonista en la serie biográfica, Pambelé. Entre 2017 y 2018 participa desde la segunda hasta el final de la serie, en la serie colombiana, Sin senos sí hay paraíso. 
En 2018 interviene en la miniserie Heredadas, y aparece en un papel menor en la web serie colombiana distribuida por Netflix, Distrito salvaje. 
En 2020 actúa en la serie colombiana, La venganza de Analía, e interviene en un capítulo de Chichipatos. En 2021 participa en diez capítulos de Enfermeras.
En 2022 vuelve a retomar su personaje de Óscar Reyes en la segunda parte de Pasión de gavilanes uniéndose al nuevo elenco junto a sus compañeros Mario Cimarro, Danna García, Paola Rey, Natasha Klauss, Kristina Lilley y Zharick León entre otros.

### Vida personal
El venezolano contrajo matrimonio con María Fernanda Barreto en el 2011, pero unos años después comunicaron que se separaban.[cita requerida]

## Filmografía

### Cine
| Año  | Título                   | Personaje        |
| ---- | ------------------------ | ---------------- |
| 2011 | Sexo, mentiras y muertos | Daniel           |
| 2011 | La cara oculta           | Ramírez          |
| 2011 | El cartel de los sapos   | Gustavo          |
| 2016 | El juego del amor        | Daniel           |
| 2017 | De regreso al colegio    | Braulio Valentín |
| 2023 | El Yuppie y el Guiso     | Abogado Márquez  |
| 2025 | Donde tu quieras         | Ramiro           |

### Televisión
| Año             | Título                                | Personaje                             |
| --------------- | ------------------------------------- | ------------------------------------- |
| 1997            | A todo corazón                        | Elías Mujíca "El Gato"                |
| 1998            | Así es la vida                        | Rey                                   |
| 1999            | Enamorada                             | Ricardo "Ricky" Contreras             |
| 2000            | Hechizo de amor                       | René Castro                           |
| 2001            | Como en el cine                       | Carlos "Charlie" Escudero             |
| 2002            | Gata salvaje                          | Bruno Villalta                        |
| 2003-2004, 2022 | Pasión de gavilanes                   | Óscar Reyes Guerrero                  |
| 2004-2005       | La mujer en el espejo                 | Marcos Mutti                          |
| 2005            | Aquí no hay quien viva                | Él mismo                              |
| 2005            | A tortas con la vida                  | Él mismo                              |
| 2005            | El auténtico Rodrigo Leal             | Él mismo                              |
| 2007            | La marca del deseo                    | Luis Eduardo Santibáñez Nurey         |
| 2008            | Tiempo final                          | J.R                                   |
| 2008-2009       | Sin senos no hay paraíso              | Guillermo Mejía "El Bebé"             |
| 2011            | Sacrificio de mujer                   | Luis Francisco Vilarte                |
| 2011            | La Teacher de inglés                  | Luis Fernando Caicedo                 |
| 2011            | A corazón abierto                     | Hugo                                  |
| 2012            | Lynch                                 | Eduardo Muñoz                         |
| 2012            | El Joe, la leyenda                    | Iván Nava                             |
| 2012            | Los Rey                               | Pedro Luis Malvido Lozano "El Peluso" |
| 2013            | La Madame                             | Felipe Baena                          |
| 2013-2014       | Mentiras perfectas                    | Felipe                                |
| 2014            | El capo 3                             | Gabriel Aldana "Pitre"                |
| 2015-2016       | Celia                                 | Ramón Cabrera                         |
| 2016-2017       | Las Vega's                            | Vicente Correa                        |
| 2017            | Pambelé                               | Ezequiel Mercado                      |
| 2017-2018       | Sin senos sí hay paraíso              | Agente Martín Cruz                    |
| 2018            | Herederas                             | Roque                                 |
| 2019            | Distrito salvaje                      | Bermúdez                              |
| 2020            | Chichipatos                           | Matías                                |
| 2020            | La venganza de Analía                 | Mark Salinas                          |
| 2020            | Decisiones: unos ganan, otros pierden | Gabriel Méndez, Ep: presunto culpable |
| 2021            | Enfermeras                            | Dr. Roberto Peláez                    |

### Teatro
- Se Alquila un Apartamento. Autor: Leonardo Villalobos. Teatro de los Niños Cantores / Maracaibo, Venezuela.
- La Viuda y Los Tres Zorros. Autor: Germán Gutiérrez / Caracas, Venezuela.
- La Boda. Autor: Bertold Brecha / Caracas, Venezuela. (1995)

## Premios y nominaciones
- Premio Casa del Artista 1997- Nominación al Actor Revelación
- Tiuna de Oro 1998 - Nominación al Mejor Actor juvenil.
- Tiuna de Oro, 1998. Mejor Actor Juvenil por la telenovela Así es la Vida.

- Premio ACE de Nueva York, 2000. Rostro masculino de la TV.

- Gran Águila de Venezuela, 2000. Mejor actor de reparto por la telenovela Enamorada.

- Palmas de Oro, México, 2000. Mejor actor joven por la telenovela Enamorada.

- Mara de Venezuela, 2000. Mejor actor joven por la telenovela Enamorada.

- El sol de Oro México, 2000. Mejor Actor Joven por la telenovela Enamorada.

- Gran Águila de Venezuela, 2001. Mejor Actor Joven por la telenovela Hechizo de Amor.

- Palmas de Oro México, 2001. Mejor Actor de Reparto de Telenovela Extranjera por Hechizo de Amor.

- Mara de Venezuela, 2003, Mejor Actor Joven por la telenovela Gata Salvaje.

- Mara de Oro Venezuela, 2004, Mejor Actor Nacional en el Extranjero por la telenovela Pasión de Gavilanes.

- Dos de Oro 2004, Mejor Actor Venezolano en el Extranjero por la telenovela Pasión de Gavilanes.

- Premio Mara de Venezuela, 2004, Mejor Actor protagónico por la telenovela Pasión de Gavilanes.